# Parti travailliste (Maroc)
Pour les articles homonymes, voir Parti travailliste.
Le Parti travailliste (PT, arabe : الحزب العمالي) était un parti politique marocain fondé en 2005 de centre gauche à référentiel social-démocrate. Il vise à promouvoir, au sein de la société marocaine, les valeurs de démocratie, d'équité, de justice ainsi que celles du travail et du savoir. Lors des dernières élections législatives du 25 novembre 2011, le parti a obtenu 4 sièges à la chambre basse du parlement marocain.

## Historique
Fin décembre 2005, Abdelkrim Benatiq, Omar Seghrouchni et Mohammed el-Ouchari ont annoncé la création du Parti Travailliste. L'année 2006 a été consacrée à la mise en place de structures légales du nouveau parti qui a tenu son congrès constitutif à Fès les 14 et 15 mai 2006. La majorité écrasante des 4500 congressistes a élu le Secrétaire général du parti, Abdelkrim Benatiq, ainsi que les 417 membres du Conseil National. Le PT s'est fortement impliqué dans la défense d'un code électoral plus juste. Il a, par ailleurs, en décembre 2006 rassemblé près de 8000 jeunes à Rabat.

## Idéologie et enjeux électoraux
Le Parti Travailliste est un parti récemment créé. Il n'a donc pas encore d'idéologie affirmée et forte. Depuis sa création, il n'a toujours pas défini clairement son positionnement : initialement de gauche, il se positionne actuellement en centre gauche, même s'il n'a pas encore conclu d'alliances, ni à gauche, ni au centre de l’échiquier politique. Cependant, il revendique clairement des idées (sur la participation au gouvernement, la réforme de la Constitution et l’attitude à tenir vis-à-vis des islamistes) qui témoignent d’un certain courage politique, ce qui n'est pas toujours le cas des partis politiques marocains.[réf. nécessaire] Et enfin, il déploie de gros efforts de communication (de proximité, surtout) par rapport aux autres partis.
En ce qui concerne les enjeux électoraux des élections législatives du 9 septembre 2007, le parti, réaliste, espère seulement exercer une opposition concrète qui pourrait « focaliser les revendications sociales et les adapter aux réalités du pays ».[citation nécessaire] Il reporte dès lors ses vrais ambitions aux élections législatives  de 2012.

## Résultats électoraux
| Année | Sièges  | Rang | Gouvernement |
| ----- | ------- | ---- | ------------ |
| 2007  | 5 / 395 | 12e  | Opposition   |
| 2011  | 4 / 395 | 8e   | Opposition   |